# Лиман Другий (Куп'янський район)
Лима́н Другий —  село в Україні, у Дворічанській селищній громаді Куп'янського району Харківської області. Населення становить 653 осіб. До 2020 орган місцевого самоврядування — Лиманська Друга сільська рада.

## Географія
Село Лиман Другий знаходиться за 2 км від річки Оскіл (лівий берег), від річки село відділяє лісовий масив (сосна), на протилежному березі розташоване село Кам'янка, вище за течією на відстані 1 км — село Тополі, нижче за течією за 3 км — Орлівка (нежиле), за 4 км — Петрівка. Навколо села кілька озер, зокрема озеро Лиман 1-й. Через село протікає пересихаючий струмок Яр Кам'яний, вище за течією якого до села примикає село Миколаївка. Село перетинає залізниця, станція Лиманська.

## Історія
1922 - дата заснування.
12 червня 2020 року, відповідно до Розпорядження Кабінету Міністрів України  № 725-р «Про визначення адміністративних центрів та затвердження територій територіальних громад Харківської області», увійшло до складу Дворічанської селищної громади.
19 липня 2020 року, в результаті адміністративно-територіальної реформи та ліквідації Дворічанського району, село увійшло до складу Куп'янського району Харківської області.
Село тимчасово окуповане російськими військами 24 лютого 2022 року.

## Населення

### Мова
Розподіл населення за рідною мовою за даними перепису 2001 року:
| Мова            | Кількість | Відсоток |
| --------------- | --------- | -------- |
| українська      | 578       | 88.52%   |
| російська       | 73        | 11.18%   |
| білоруська      | 1         | 0.15%    |
| інші/не вказали | 1         | 0.15%    |
| Усього          | 653       | 100%     |

## Відомі люди
Головченко Іван Харитонович — генерал-полковник, письменник, Міністр внутрішніх справ УРСР, Депутат Верховної Ради УРСР.